# James Stopford (9. hrabia Courtown)
James Patrick Montagu Burgoyne Winthrop Stopford (ur. 19 marca 1954), brytyjski arystokrata i polityk, najstarszy syn Jamesa Stopforda, 8. hrabiego Courtown, i Patricii Winthrop, córki Harry'ego Winthropa.
Wykształcenie odebrał w Eton College, Berkshire College of Agriculture oraz w Royal Agricultural College w Cirencester. Po śmierci ojca w 1975 r. odziedziczył tytuł hrabiego Courtown i zasiadł w Izbie Lordów. Związany jest z Partią Konserwatywną. W latach 1995–1997 był rządowym whipem w Izbie Lordów. W latach 1997–2000 był whipem opozycji. Po reformie Izby Lordów w 1999 r. lord Courtown pozostał w niej jako jeden z parów dziedzicznych.
6 lipca 1985 r. poślubił Elizabeth Dunnett, córkę Iana Rodgera Dunnetta. James i Elizabeth mają razem syna i dwie córki:
- Rosanna Elizabeth Alice Stopford (ur. 13 września 1986)
- James Richard Ian Montagu Stopford (ur. 30 marca 1988), wicehrabia Stopford
- Poppy Patricia Lucy Stopford (ur. 19 października 2000)